# Maria Mailat
Maria Mailat (n. 17 aprilie 1953, Târgu Mureș, Transilvania, România) este o scriitoare franceză de origine română. Ea scrie și publică proză, poezie, eseuri și traduceri de poezie din limba maghiară în  franceză. 

## Biografie
S-a născut la Târgu Mureș avându-i ca părinți pe Dumitru și Elisabeta. A urmat clasele elementare și liceul în localitatea natală în perioada 1960-1972. A urmat cursurile Universității din Iași, Facultatea sociologie-psihologie, în perioada 1972-1976 pe care le-a absolvit cu diplomă de licență. A debutat cu poezii în revista Vatra (1972) și editorial, în 1981, în caseta Unsprezece poeți cu ciclul de versuri Stop-cadru. 
A emigrat în Franța în timpul dictaturii lui Ceaușescu, ajungând la Paris în august 1986, unde a cerut azil politic. În același an, după stabilirea în Franța, urmează studii de sociologie comparată și de antropologie socială la Paris. În 1987 a publicat, la editura Robert Laffont, un roman scris în România, în limba română, și scos clandestin din țară, tradus în franceză de Alain Paruit, sub titlul S'il est defendu de pleurer. Face parte din generația de scriitori care se auto-denumește generația '80. 
Familie mixtă, tatăl român și mama secuiancă. Studii universitare la Iași, de sociologie-psihologie, colegă cu Liviu Antonesei, Dan Gogleaza. Se căsătorește probabil în timpul studenției cu criticul literar și poetul ieșean Constantin Pricop. După divorț se stabilește cu fiul lor Tudor la Târgu Mureș. 
În România a publicat mai ales în revista Vatra dar și în alte câteva reviste studențești (Echinox, Dialog, Opinia studențească) poeme, interviuri, nuvele, articole și volumul de nuvele și schiță "Intrare liberă", la editura Cartea Românească. A debutat cu poezie într-o placheta colectivă. Din anii 1984 cenzura comunistă îi interzice să publice si nu i se permite sa intre în echipa redacției Vatra. 
În acord cu al doilea soț, Dan Culcer critic literar, eseist și ziarist român, redactor la revista Vatra, emigrează împreună cu doi din cei patru copii ai lor. Familia se regrupează după un an, dar intervine rapid un divorț. Se căsătorește cu M. Baas.
În Franța scrie și publică în limba franceză, romane, nuvele, poeme. Își continuă studiile pînă la nivelul doctoral la Sorbona (Paris V La Sorbonne). Ocupă postul de  "maître de conférence associé" de antropologie în mai multe universități franceze. 
Publică studii  în limba franceză. Are trei copii, Tudor Pricop-Bass, Matei Culcer și Aaron Bass. A trăit la Paris, iar din 2024 trăiește la Nissa (Nice) si în munții Mercantour (Alpii Meridionali).
În 2001 a fost aleasă vicepreședinta Casei scriitorilor francezi și francofoni din Franța (Maison des Écrivains), cu sediul la Paris, funcție pe care a exercitat-o până în 2007.
În calitate de antropolog, Maria Mailat a ocupat funcții importante de consiliere si evaluare în guvernul francez (Delegația interministerială al familiei, Ministerul familiei) si în evaluarea politicilor finanțate de Uniunea Europeana în Franța, în Ungaria, Bulgaria si în România.
In 2006, cu o echipa de specialiști, Maria Mailat înființează centrul de studii si învățăminte ARTEFA si ocupa funcția de directoare începând din 2006 si pînā în 2025.https://artefa.wordpress.com/2013/12/22/qui-sommes-nous/

## Selecție din opere
Romane
Sainte Perpétuité, ed. Julliard, 1998
La grâce de l'ennemi, ed. Fayard, 1999
Quitte-moi, ed. Fayard,
La cuisse de Kafka, ed. Fayard.
S'il est défendu de pleurer, 198 p., Editeur Robert Laffont, 1988 (reeditare 1992) ISBN-10: 222105430X ; ISBN-13: 978-2221054307
- Wenn es verboten ist zu weinen (versiunea tradusă în limba germană) Verlag: Volk und Welt, 1991
- Romanul a fost traduit et publicat în Suedia.

Poeme
KLOTHO (premiul Voronca), Ed. Jacques Bremond
Cailles en sarcophage (Premiul Val de Seine), Ed. Editinter
Graines d'Antigone, ed. Editinter
Trans-sylvania, Ed. Signum

Abri/Redos, poeme traduse în limba catalana de Anna-Maria Coredor, Ed. Tripod (Barcelona)

Constatin Brâncuși - o autobiografie, poem în proza tradus în limba spaniola de Natalia La Valle, ediție bilingvă,
Ed. Transignum

Brâncusi ad aeternitas, poem în proza tradus în limba româna de Carmen Vlad, ediție bilingvă, Ed. Transignum

Paroles de Volcan (Volcano Talk) , poème traduse în engleza de Patrick Williams, ediție bilingvă, Ed. Transignum
Eseuri si teatru
Silences de Bourgogne, ed. de l'Armançon (Boursa de literatura în casa lui Jules Roy la Vezelay (Bourgogne)

Walter Benjamin et Bertold Brecht, rencontre à Port Bou, piesa de teatru în editie bilingva, tradus în catalana de Anna-Maria Coredor, Ed. Reremús.

Paul Celan rencontre Walter Benjamin, eseu, postfata la editia în limba spaniola à poemelor lui Paul Celan traduse de poetul Antonio Pous, Ed. Reremús (Spania)
Nuvele
Intrare liberă, București: Cartea Românească, 1985.

Avant de mourir en paix, ed. Fayard, 2000.
Traduceri
- Agota Kristof, Clous: Poèmes hongrois et français, Carouge, Switzerland. Editions Zoé. 2016. 200 pages. (poeme de Agota Kristof traduse din limba maghiară în limba franceză de Maria Mailat)[5]